# Le Pin (Tarn-et-Garonne)
Le Pin is een gemeente in het Franse departement Tarn-et-Garonne (regio Occitanie) en telt 117 inwoners (2009). De plaats maakt deel uit van het arrondissement Castelsarrasin.

## Geografie
De oppervlakte van Le Pin bedraagt 4,7 km², de bevolkingsdichtheid is dus 24,9 inwoners per km².
De onderstaande kaart toont de ligging van Le Pin (Tarn-et-Garonne) met de belangrijkste infrastructuur en aangrenzende gemeenten.

## Demografie
Onderstaande figuur toont het verloop van het inwonertal (bron: INSEE-tellingen).